# Gudrun Wegner
Pour les articles homonymes, voir Wegner.
Gudrun Wegner (-Wünsche) est une nageuse est-allemande née le 28 février 1955 à Görlitz et morte le 16 janvier 2005 à Dresde.

## Carrière
Elle est médaillée de bronze du 400 mètres nage libre aux Jeux olympiques d'été de 1972 à Munich. Elle est aussi championne du monde du 400 mètres quatre nages et médaillée de bronze mondiale du 800 mètres nage libre en 1973 à Belgrade. Aux Championnats d'Europe, elle est médaillée d'argent du 400 mètres quatre nages et médaillée de bronze du 800 mètres nage libre en 1974 à Vienne.